# 米哈伊尔·科尔亚达
米哈伊尔·科尔亚达（俄语：Михаил Сергеевич Коляда，1995年2月18日—）出生于圣彼得堡市，俄罗斯花样滑冰男子单人滑运动员。他是 2018 年奧運會團體項目銀牌得主、2018 年世界銅牌得主、兩屆歐洲銅牌得主（2017 年、2018 年）、2017 年大獎賽決賽銅牌得主、2017 年中國杯冠軍，以及三屆俄羅斯全國冠軍（2017、2018、2021）。

## 圖集

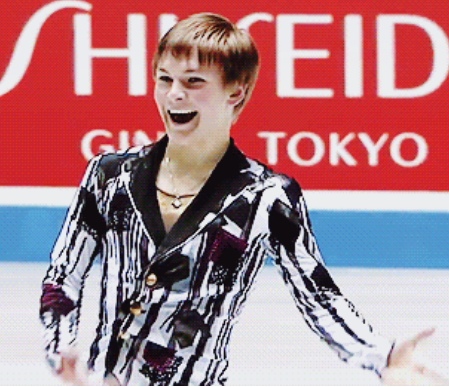
2017年世界花式滑冰团体锦标赛
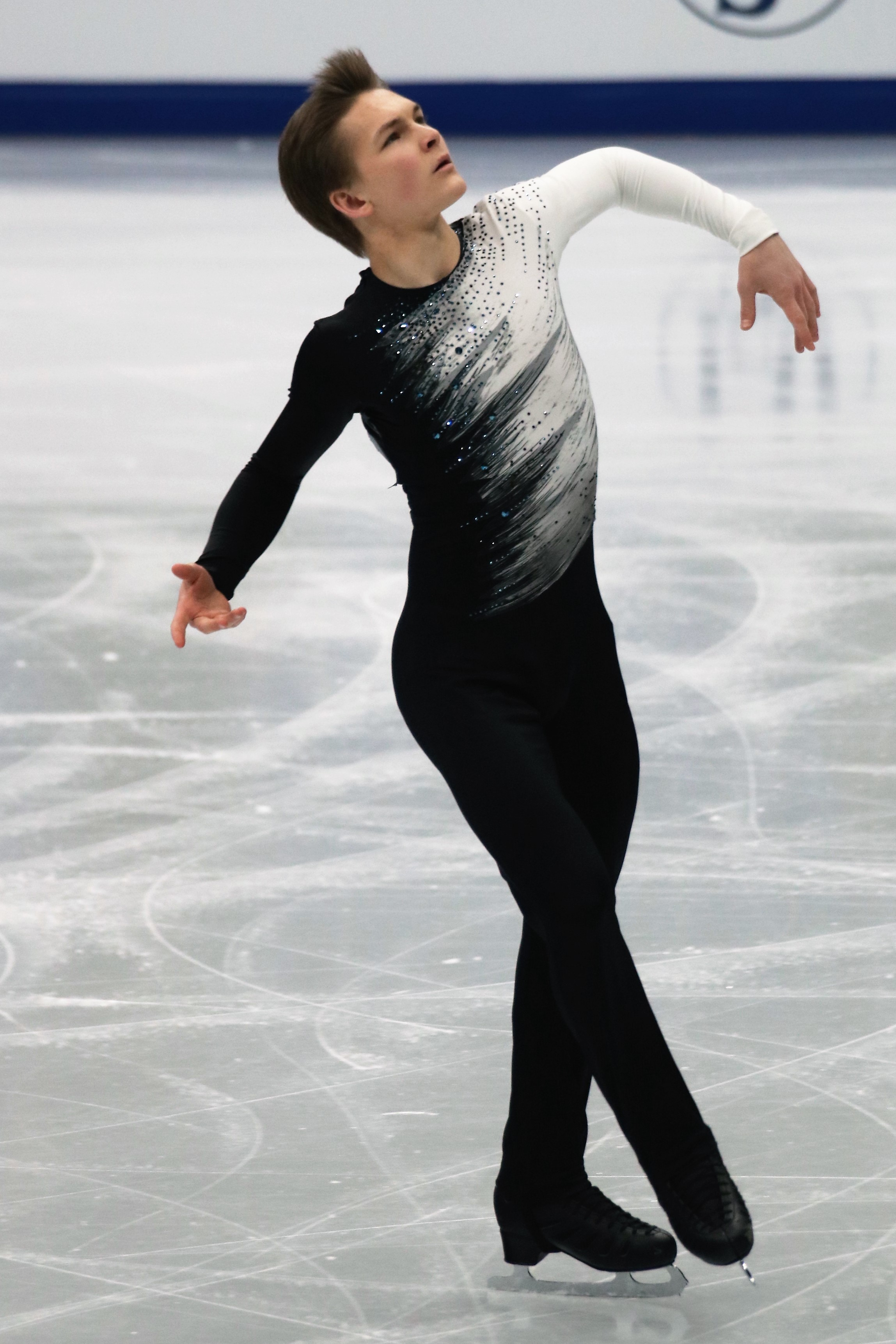
2018年欧洲锦标赛
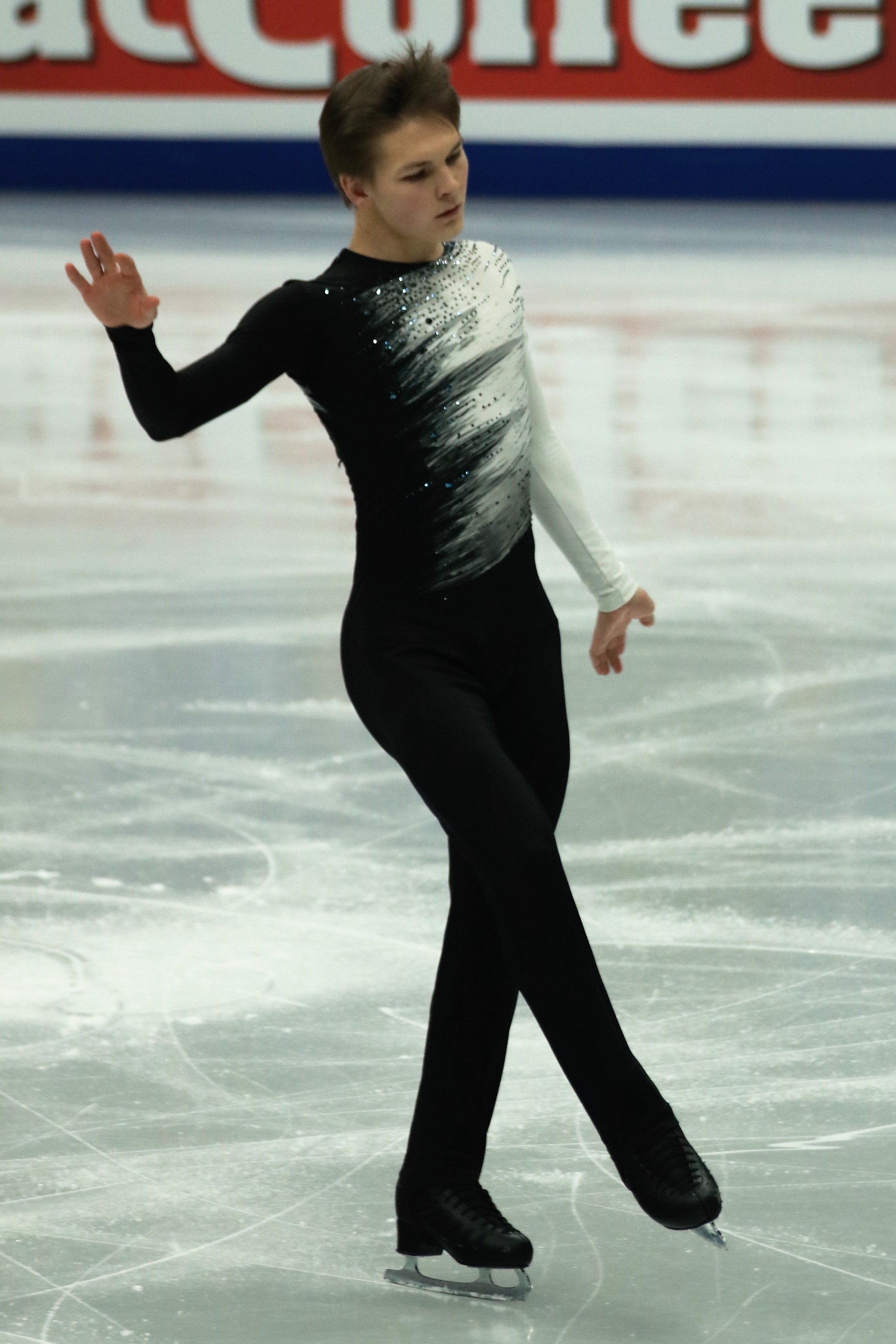
2018年欧洲锦标赛
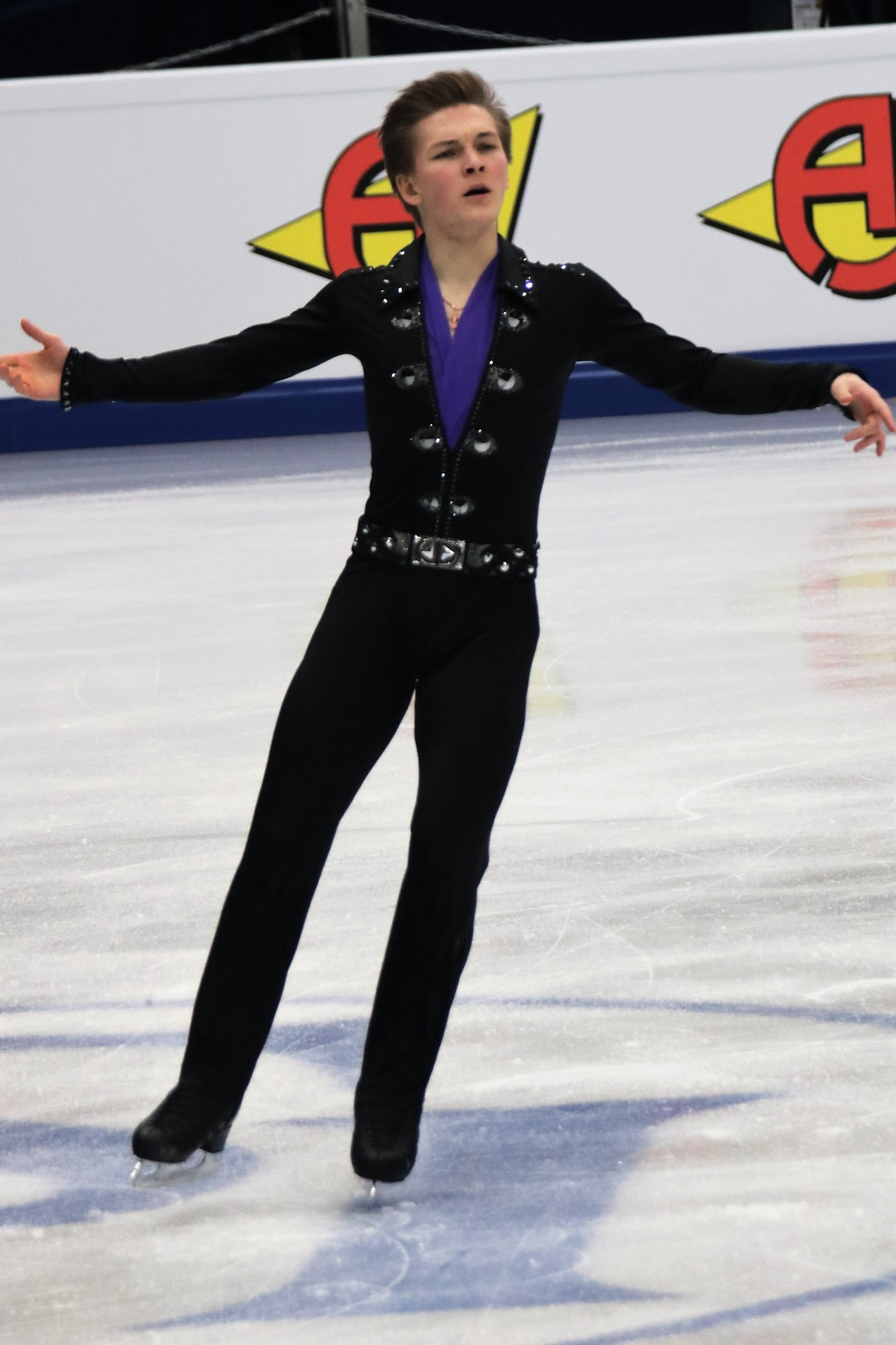
2018年欧洲锦标赛
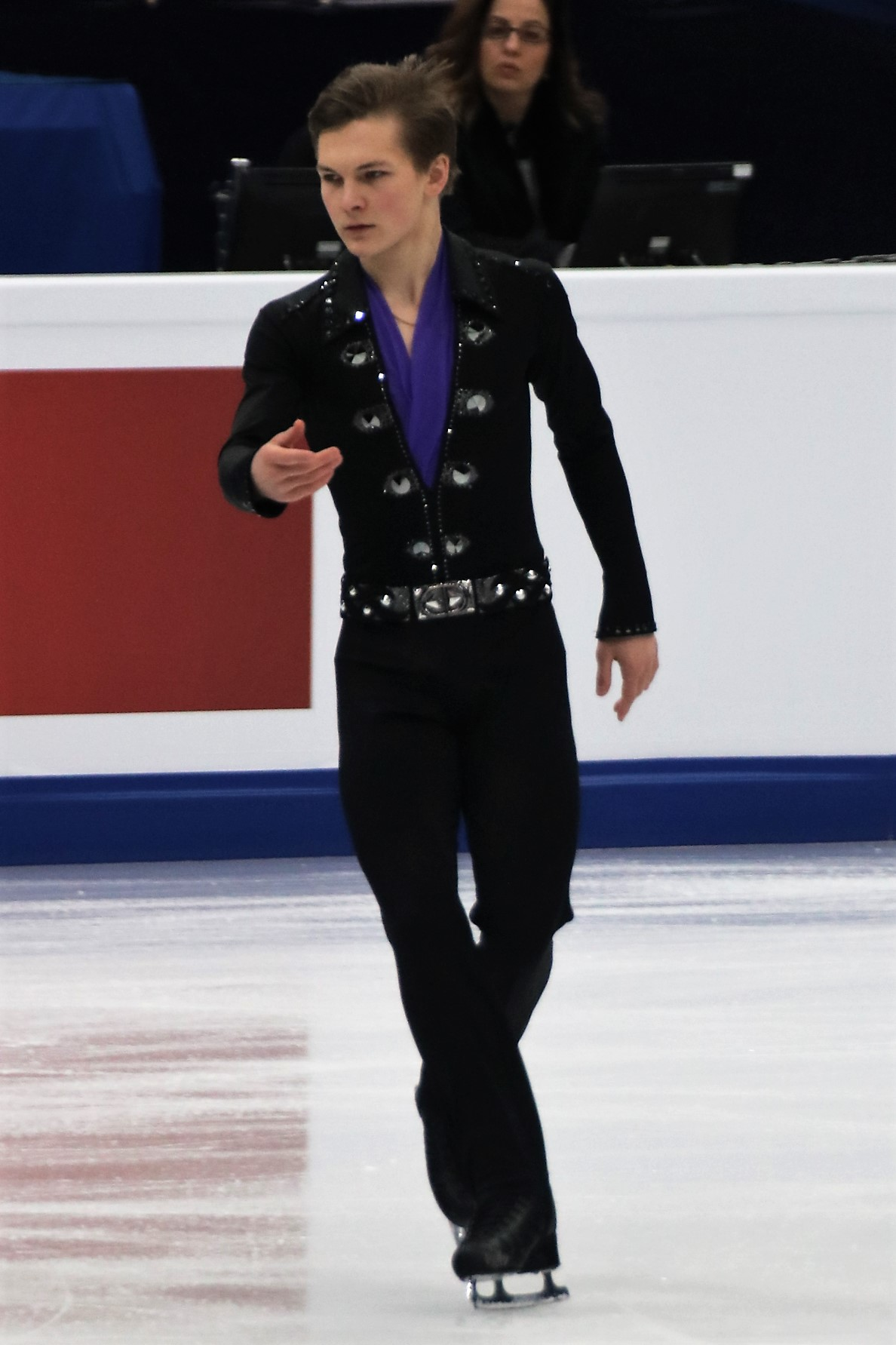
2018年欧洲锦标赛
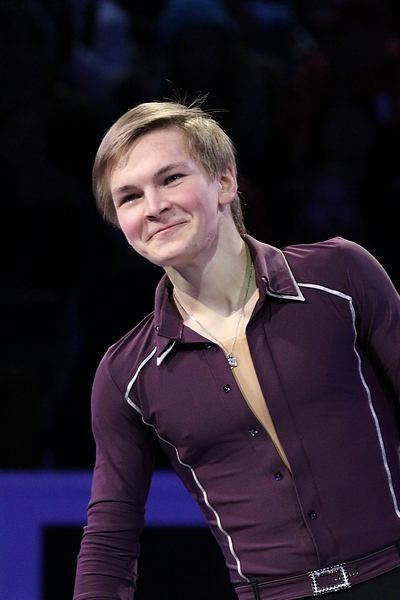
2016年世界锦标赛
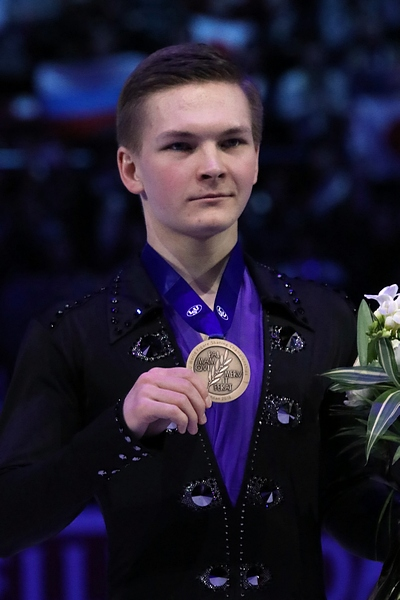
2018年世界锦标赛获铜牌
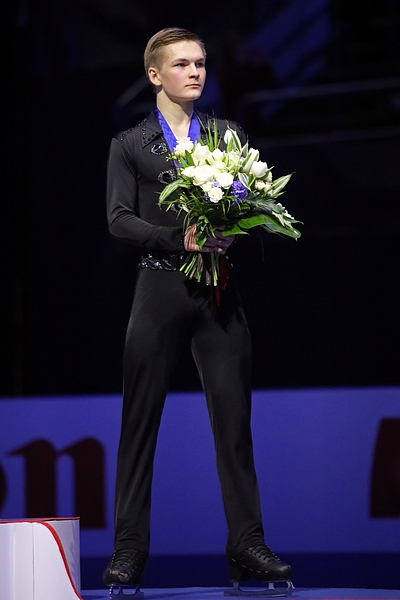
2018年世界锦标赛
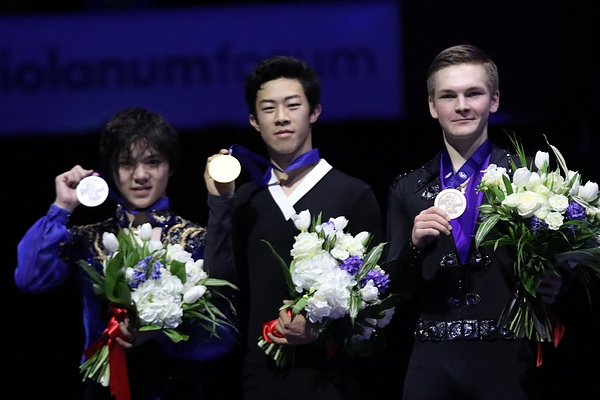
2018年世界锦标赛